# AERVIVA
AERVIVA es una consultora global de contratación y consultoría en aviación con sede en Dubái, Emiratos Árabes Unidos. Fundada en noviembre de 2015, se especializa en la búsqueda y colocación de profesionales de la aviación en funciones contractuales, incluyendo pilotos, tripulación de cabina, ingenieros, personal de tierra y técnicos, tanto en la industria de la aviación como en el sector MRO (mantenimiento, reparación y revisión).

## Historia
AERVIVA fue fundada inicialmente como Aerviva DWC-LLC en la Zona Franca de la Dubai Aviation City Corporation (DACC), bajo la sede de Dubai South, ofreciendo principalmente servicios de consultoría de recursos humanos a aerolíneas privadas, empresas de MRO y otras organizaciones del sector de la aviación. En 2022, la compañía amplió sus operaciones estableciendo Aerviva Aviation Consultancy en la parte continental de Dubái, con un enfoque en servicios de reclutamiento para satisfacer la creciente demanda de profesionales de la aviación.
En junio de 2024, AERVIVA trasladó su registro al Dubai Multi Commodities Centre (DMCC) y pasó a denominarse Aerviva DWC-LLC DMCC. Con este cambio, la compañía amplió su oferta de servicios para incluir consultoría en recursos humanos, búsqueda ejecutiva y reclutamiento, lo que llevó al cese de operaciones de Aerviva Aviation Consultancy.
La empresa ha experimentado cambios en su liderazgo a lo largo de los años. A partir de 2025, Abdelmagid Bouzougarh es el CEO.

## Servicios
AERVIVA ofrece diversos servicios en las industrias de la aviación y el MRO, que incluyen: servicios de consultoría en recursos humanos, servicios de búsqueda ejecutiva, servicios de reclutamiento, incorporación y gestión de contratos, arrendamiento de personal, servicios de consultoría en aviación.

## Colaboraciones
AERVIVA ha colaborado en diversos proyectos de aviación con compañías internacionales de renombre, tales como Avion Express, Turkish Airlines, Emirates y AeroTime.